# 나네트 페브레이
나네트 페브레이(Nanette Fabray, 1920년 10월 27일 ~ 2018년 2월 22일)는 미국의 배우, 가수, 댄서이다. 어릴 적 보드빌을 통해 연기를 시작했으며, 1940~50년대에 뮤지컬 배우로 왕성히 활동했다. 1949년 뮤지컬 《러브 라이프》를 통해 토니상을 수상했다. 1950년대 중반에는 스케치 코미디 프로그램 《시저의 시간》을 통해 에미상을 3회 수상했다.

## 영화
- 밴드 웨곤

## 텔레비전
- 거울 나라의 앨리스
- 제시카의 추리극장